# Lusernetta
Lusernetta là một đô thị ở tỉnh Torino trong vùng Piedmont, có vị trí cách khoảng 45 km về phía tây nam của Torino. Tại thời điểm ngày 31 tháng 12 năm 2004, đô thị này có dân số 508 người và diện tích là 7,2 km².
Lusernetta giáp các đô thị: Luserna San Giovanni và Bibiana.